# 568年大彗星
568年大彗星（Great Comet of 568），正式命名為C/568 O1，是一顆568年肉眼可見的彗星。由於其非凡的亮度，它被認為是大彗星之一。

## 觀測紀錄
根據7世紀的中國編年史《隋書》記載，568年7月28日天空中出現了一顆「客星」。那天晚上，它第一次出現在天秤座。沒有證據顯示這顆客星在接下來的一個月裡曾被天文學家進一步觀察，一些天文學家認為它可能是一顆新星。
根據《隋書》和《周書》的記載，當年八月，天蠍座出現了的一顆「客星」 。該天體為白色，類似“鬆散棉花”。隨後它不斷擴大並向東移動。當9月到來時，它長出了一條40°長的尾巴，就像「一塊布」。直到10月，它穿過天鷹座、飛馬座和仙女座，然後再次變小，最後一次被人們觀測到可能是11月10日在牡羊座。
亞歷山大·居伊·潘格雷在他的著作《彗星學》中提到了兩個中國史料紀錄了兩顆彗星，一顆在七月，另一顆在九月. 。詹姆斯·威廉斯也列出了這些來源和另外兩個七月和八月彗星目擊事件的紀錄。所有這些報告可能都是同一顆彗星。
這顆彗星在9月25日左右達到了0等。